# 마산회원구의 행정 구역
마산회원구의 행정 구역은  1읍 11동 71리 256통 2,141반로 구성되어 있다. 마산회원구의 면적은 90.58 km2이며, 인구와 세대는 2012년 7월 1일을 기준으로 다음과 같다.

## 행정 구역
| 행정동     | 한자   | 면적  | 인구    | 세대   | 행정 구역           |
| ---------- | ------ | ----- | ------- | ------ | ------------------- |
| 내서읍     | 內西邑 | 55.84 | 73,789  | 23,879 | 마산회원구 행정구역 |
| 회원1동    | 檜原洞 | 0.73  | 13,133  | 5,516  | 마산회원구 행정구역 |
| 회원2동    | 檜原洞 | 3.36  | 14,859  | 6,012  | 마산회원구 행정구역 |
| 석전동     | 石田洞 | 0.80  | 16,123  | 6,993  | 마산회원구 행정구역 |
| 회성동     | 檜城洞 | 9.55  | 8,445   | 3,449  | 마산회원구 행정구역 |
| 양덕1동    | 陽德洞 | 0.77  | 14,099  | 5,712  | 마산회원구 행정구역 |
| 양덕2동    | 陽德洞 | 1.73  | 30,436  | 10,526 | 마산회원구 행정구역 |
| 합성1동    | 合城洞 | 5.78  | 10,740  | 4,630  | 마산회원구 행정구역 |
| 합성2동    | 合城洞 | 1.93  | 10,944  | 4,903  | 마산회원구 행정구역 |
| 구암1동    | 龜岩洞 | 2.38  | 12,434  | 4,836  | 마산회원구 행정구역 |
| 구암2동    | 龜岩洞 | 0.74  | 11,982  | 4,512  | 마산회원구 행정구역 |
| 봉암동     | 鳳岩洞 | 6.16  | 5,288   | 2,104  | 마산회원구 행정구역 |
| 마산회원구 |        | 90.58 | 224,708 | 83,533 | 마산회원구 행정구역 |

한편 옛 마산시 회원구 2000년 폐지 당시의 관할구역과 2010년에 신설된 창원시 마산회원구의 행정구역은 완전히 일치하는 것이 특징이다. 이는 옛 마산시가 구제를 폐지하였으나 2001년 이후에도 변함없이 마산시에서 국회의원 2명을 선출하면서 선거구 또한 2개로 설정하게 됨에 따라 옛 2개 구를 따라 갑선거구(마산합포구), 을선거구(마산회원구)로 설정하다가, 이후 3개 시의 통합에 따른 새로운 창원시의 구청 설치 행정 절차를 추진하면서 구 경계를 기존의 국회의원 선거구로 그대로 반영하였기 때문이다.

## 법정동
| 행정동  | 법정동·리                                                           |
| ------- | ------------------------------------------------------------------- |
| 내서읍  | 감천리,삼계리,상곡리,신감리 안성리,용담리,원계리,중리,평성리,호계리 |
| 구암1동 | 구암동                                                              |
| 구암2동 | 구암동                                                              |
| 봉암동  | 봉암동, 양덕동                                                      |
| 석전동  | 석전동                                                              |
| 양덕1동 | 양덕동                                                              |
| 양덕2동 | 양덕동, 봉암동                                                      |
| 합성1동 | 합성동                                                              |
| 합성2동 | 합성동                                                              |
| 회성동  | 회성동, 두척동                                                      |
| 회원1동 | 회원동                                                              |
| 회원2동 | 회원동                                                              |

## 역사

### 1990년대 이전
고려시대였던 1282년에 ‘회원현’(檜原縣)이라는 이름으로 처음으로 ‘회원’이 지명으로 사용되었으며, 1378년에 지금의 구암동 일대에 합포성이 축조되었다. 또한 비슷한시기에 현재의 마산합포구 자산동 몽고정 부근에는 회원현을 중심으로 한 토성이 축조되었다. 이후 조선 태종대인 1408년에 창원부 서면으로 편입되었으며, 1910년 경술국치와 더불어 창원부가 마산부로 개명, 1949년 8월 15일에 마산시가 설치되었다.

### 마산시 회원구
1970년대부터 마산시의 인구가 급속도로 증가하면서 1989년에 마산시 회원출장소로 설치되었다가 1990년에 구제 실시로 ‘회원구’(會原區)라는 이름으로 신설되었다. 1995년에 창원군이 해체되어 각각 창원시와 마산시와 통합하면서 창원군의 내서면 지역은 회원구에 편입되었고, 그 해 3월 내서읍으로 승격되었다. 그러나 인구 감소에 따라 2000년에 합포구와 함께 구제가 폐지되어 회원구라는 명칭은 사라지고 한동안 이 지역은 국회의원 선거구인 마산시 을 선거구로 그 흔적만이 남아있었다.

### 창원시 마산회원구
2009년 인근의 창원시, 진해구와의 통합이 추진되면서 통합 창원시 지역에 국회의원 선거구를 따라 5개 구청을 설치하는 것이 확정되었으며, 이후 마산시 을선거구에 해당하는 이 지역에 대해 2010년 4월 17일부터 4월 21일까지 실시된 구청 명칭 공모에서는 이미 이전에 10년간 이 지역의 구 명칭으로 사용되어왔던 ‘회원’이라는 구 명칭을 가장 선호하는 것으로 나타났다. 그러나 진해시가 단일 구청을 통해 진해구라는 명칭으로 '진해'라는 지명이 유지되는 것에 반해, 마산시는 2개 구로 행정구역이 갈라지게 됨에 따라 자칫 '마산'이라는 지명이 행정구역에서 완전히 사라질 수 있는 상황에 놓여지게 되면서 전문가와 시민들 모두 ‘마산’이라는 지명은 반드시 유지해야한다는 의견이 많았다. 이로 인해 5월 6일 창원컨벤션센터에서 개최된 통합준비위원회 제13차 회의에서 이루어진 구 명칭 최종 결정에서는 '마산'지명이 포함된 '마산회원구'라는 지명이 최종으로 결정되었다. 이후 2010년 7월 1일 마산시·창원시·진해시가 통합하면서 창원시 마산회원구로 신설되었으며, 이날 마산회원구청에서 개청식이 있었다.